# 氣輝

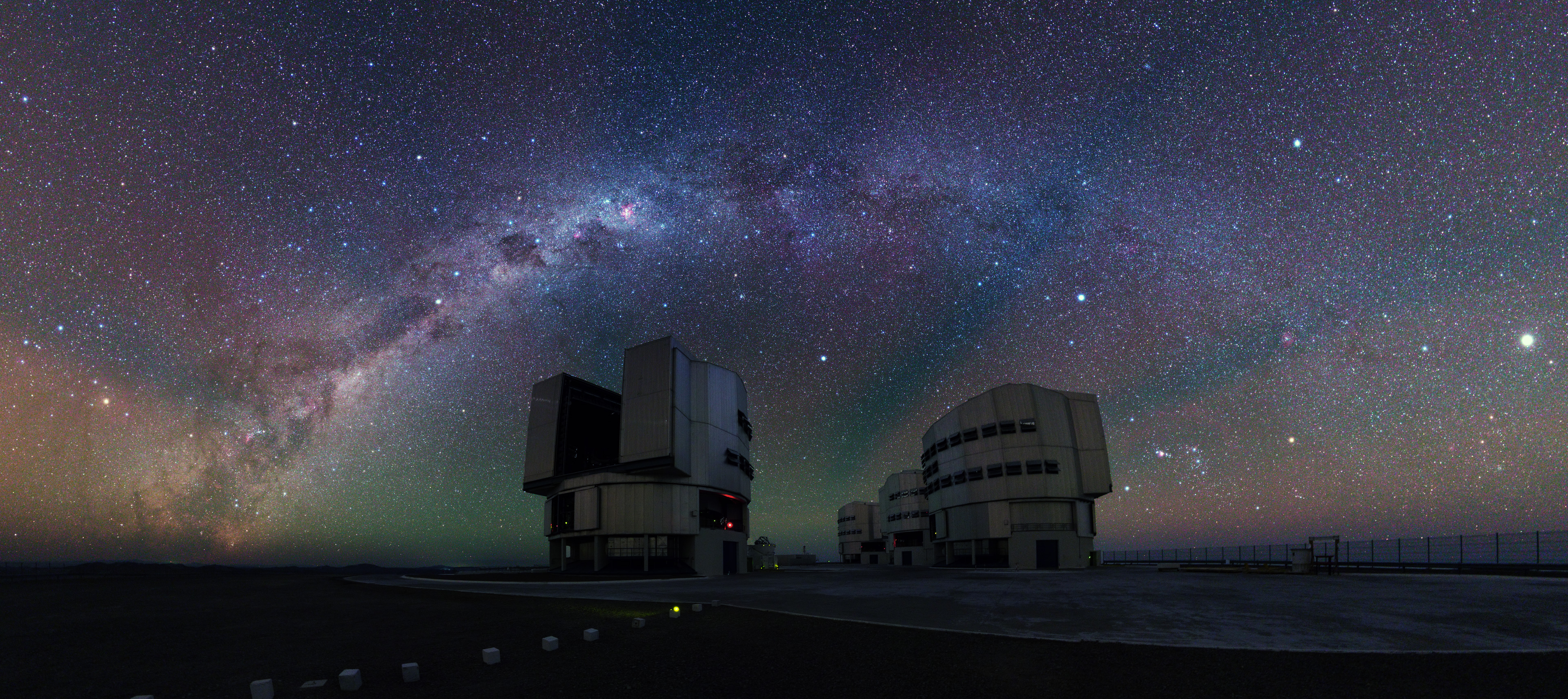
在甚大望遠鏡（VLT）台址的氣輝。

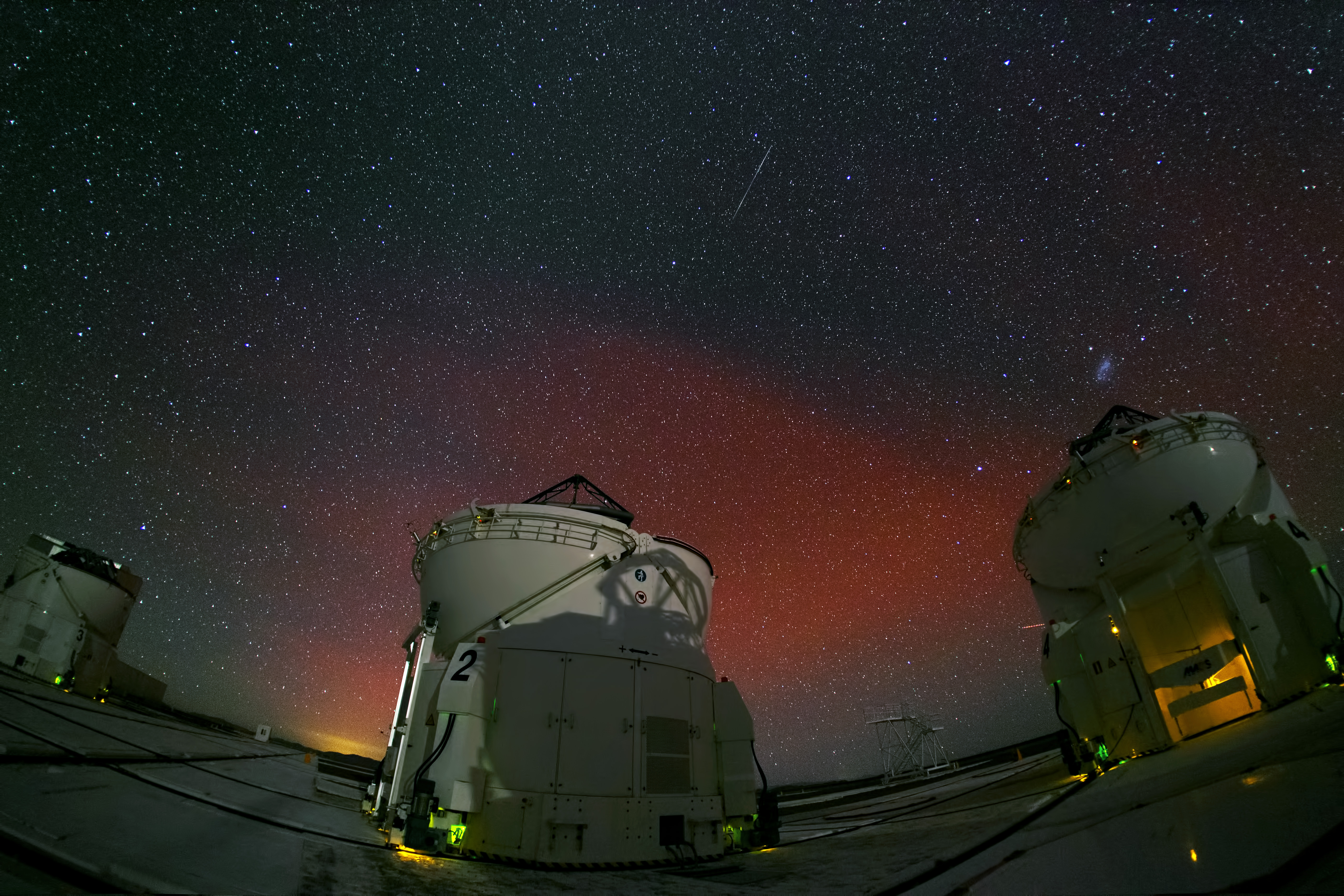
在帕瑞納天文台上空的氣輝。

氣輝（有時也稱為夜輝）是在行星大氣層中非常弱的發射光。在地球的大氣層，這種光學現象導致在背向太陽的夜空即使在排除了星光和擴散的陽光，也不會完全黑暗。

## 發展
氣輝現象是瑞典科學家安德斯·埃格斯特朗在1868年首先確認的。從此之後，在實驗室裡和對各種化學反應的研究，已經觀察到這是電磁能量過程的一部分。科學家也發現這些過程會出現在地球的大氣層，天文學家也已經驗證這些過程和排放的存在。

## 描述

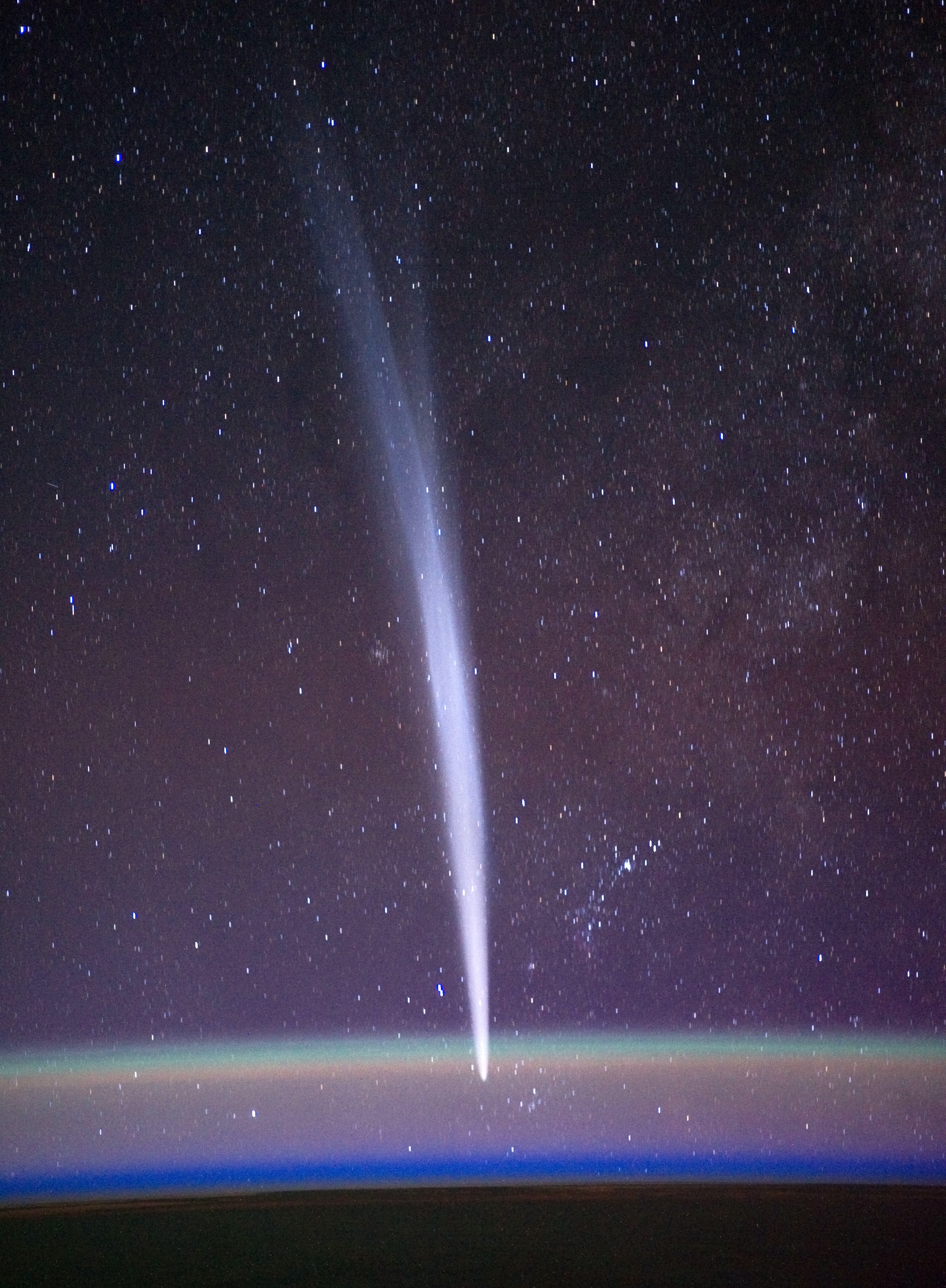
2011年12月22日出現在地球的氣輝後面的洛弗喬伊彗星。

氣輝是由上層大氣中許多不同的過程，像是原子的重組、太陽在白天光致游離、宇宙射線轟擊上層大氣和化學發光造成的發光現象，主要是氧氣和氮與羥基離子在數百公里的高度上做出的反應。由於陽光的散射，這種現象在白天不會被注意到。

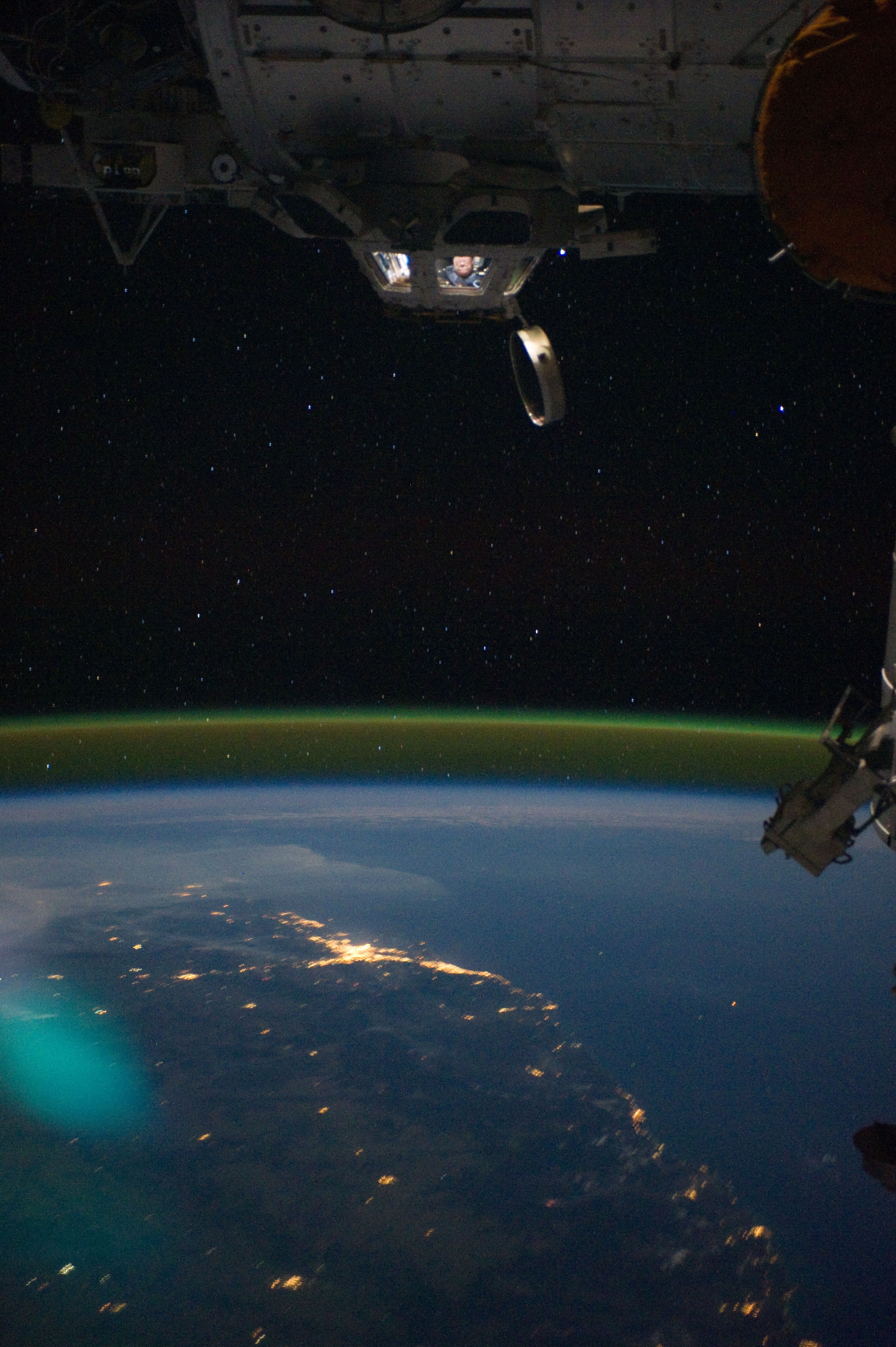
國際太空站捕捉到位於地平面上方的氣輝。

即使在最佳地點的地面天文台，望遠鏡在可見光波段的敏感性也會受到氣輝的限制。部分是出於這個原因，以太空為基地的天文台，如哈伯太空望遠鏡在可見光的波段上可以看見地面望遠鏡看不見的更微弱天體。
氣輝的亮度通常已經足以引起觀測者的注意，一般都是藍藍的顏色。儘管氣輝在大氣層中的發射是很均勻的，在地面上的觀測者看起來最亮的區域在地平線上10度左右的天際，因為更低的地區需要通過的大氣厚度越厚。而且，在大氣層的極低處，大氣層的消光也降低了氣輝的視亮度。
氣輝的一種機制是氮原子和氧原子結合組成一氧化氮（NO）的分子。在這個過程，會發射出光子。這個光子可以是一氧化氮分子的幾個特徵波長中的任何一種，因為氧分子（O2）和氮分子（N2）在抵達大氣層頂被太陽能解離時，這些自由原子都可以進行這種過程，互相遭遇而形成一氧化氮。其它可以在大氣層中產生氣輝的物體還有羥（OH）

,、氧分子（O）、鈉（Na）和鋰（Li）。參見鈉層。
天空的亮度通常以平方米為單位量度，計量單位通常引用天文學的星等。

## 外部連結
- Description and Images （页面存档备份，存于）
- Sky Brightness Information （页面存档备份，存于） for Roque de los Muchachos Observatory
- Night-side Glow Detected at Mars Space.com interview （页面存档备份，存于）
- Stereoscopic Observations of HAARP Glows from HIPAS, Poker Flat, and Nenana, Alaska by R.F. Wuerker et Al.
- An improved signal-to-noise ratio of a cool imaging photon detector for Fabry - Perot interferometer measurements of low-intensity air glow by T P Davies and P L Dyson
- Space Telescope Imaging Spectrograph Instrument Handbook for Cycle 13
- SwissCube| The first Swiss Satellite